# Анджей Ходецький

Варіант гербу Повала

Анджей Ходецький гербу Повала (пол. Andrzej Chodecki  бл. 1470 — початок 1507) — польський шляхтич, релігійний діяч та урядник Королівства Ягеллонів.

## Життєпис
Син руського воєводи Станіслава з Ходча та його дружини Барбари з Піліці. Народився мало що перед 1470 роком, бо влітку 1484 року був записаний навчатись до Ягеллонського університету, що тоді робилось завчасу. Мало відомостей про його промоції.
Присвятив себе духовному стану, став плебаном у родинному Галичі. В 1493 році, утримуючи плебанію в Галичі, став каноніком у Перемишлі, потім у Львові. 1495 року Перемиським біскупом РКЦ був призначений кустошем капітули. На початку 1501 року згаданий як «electus Camenecensis». Папського дозволу (затвердження, «propter defectum aeris et auri») не отримав, бо єпископство не мало жодних доходів. Проживав у Львові, тут брав участь у засіданнях старостинського («ґродського») суду разом із братом Станіславом — львівським кастеляном. Як староста галицький згаданий 1492 року.